# Елізабет Вонарбур

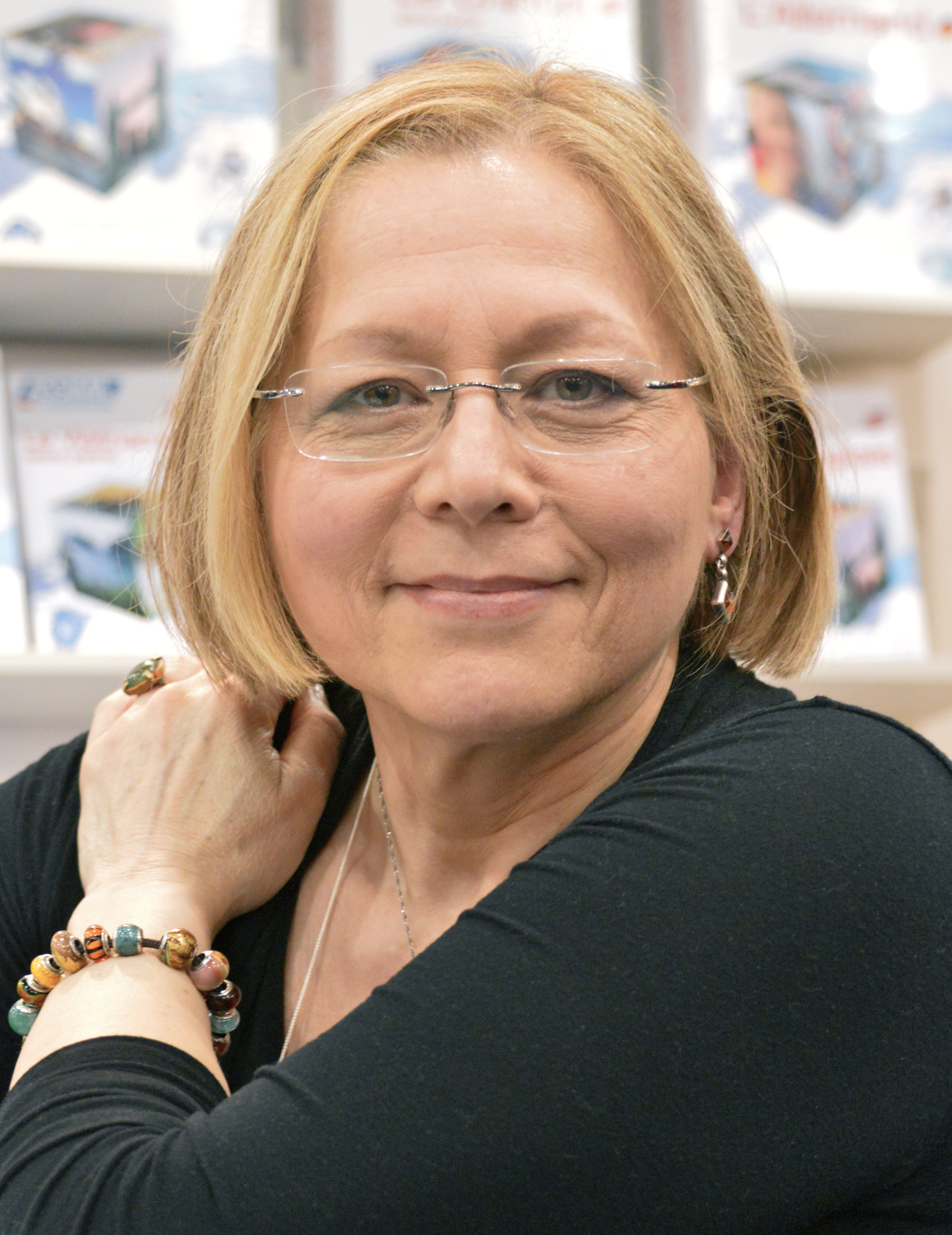
Елізабет Вонарбург у 2013 році

Елізабет Вонарбур (народилась 5 серпня 1947 року, Париж) — канадсько-французька письменниця-фантастка (романи, оповідання), редакторка та літературний критик. Авторка циклу романів та оповідань, володарка ряду літературних премій.

## Біографія
Народилася 5 серпня 1947 року в Парижі (Франція). З 1973 року мешкає в місті Чікоутімі (нині Сагене), Квебек, Канада. 1979 року провела перший у серії семінарів-практикумів для письменників наукової фантастики, що тривали до кінця 1980-х та відроджені в 2004 році.

## Діяльність
З 1979 по 1990 рік вона працювала літературною редакторкою франко-канадського науково-фантастичного журналу «Соляріс» (1983—1986).
Перший роман Вонарбур вийшов у 1981 році, а наступного року він виграв дві найпрестижніші французькі премії в галузі наукової фантастики — Гран-прі.
У книзі «Мовчання де ля ците» головна героїня Еліза — остання спадкоємиця декадентської спільноти майже безсмертних вчених, які ховаються в закритому підземному місті в Європі, тоді як навколишня пустеля населена варварськими мутантами. Еліза, продукт генетичних експериментів, наділених особливими дарами та силами, залишає місто, щоб дати людству нове начало. Обидва романи також були перекладені десятками мов як «Тихе місто» та «Хроніки Маерланде». Окрім цих двох, Вонарбур є авторкою кількох творів короткої форми. Романи утворюють цикл «Маерланд», який також включає низку повістей.

## Нагороди
Елізабет Вонарбур відзначена низкою нагород, зокрема «Le Grand Prix de la SF française» у 1982 р. та Меморіальної премії імені Філіпа К. Діка в 1992 р. за роботу «Хроніки країни матерів», англійську версію Chroniques du pays des mères.
На конкурсі Prix Boreal, який щорічно присуджують в різних категоріях, виграла кілька нагород у категоріях романів, новел та за свою літературно-критичну роботу. 1987 року вперше виграла Prix Aurora за роботу в «Соляріс» і за заслуги перед літературою в галузі сайфай та сайфай-фандомом.